# Aigua mineral

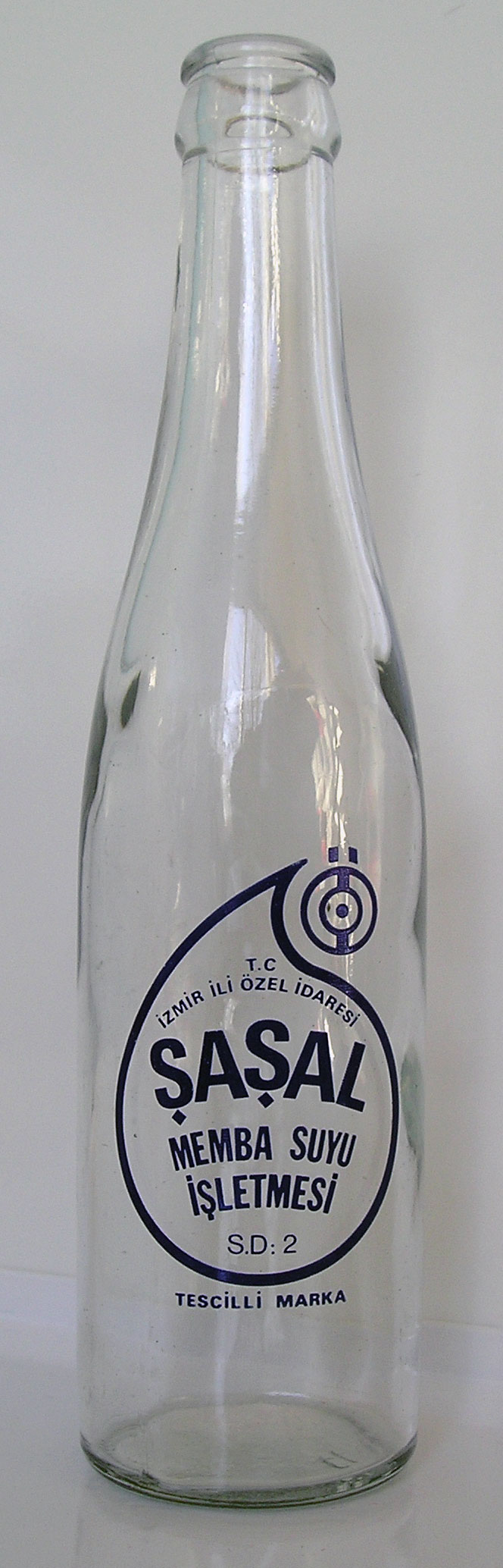
Ampolla d'aigua mineral de Turquia

Aigua mineral és una categoria d'aigua que es caracteritza per una presència important de substàncies minerals i altres substàncies amb efectes particulars que n'alteren el gust o li donen un valor terapèutic i que cal que disposin d'una autorització específica de l'Administració pública per a ser considerades oficialment com a tals.
Per a aconseguir l'autorització que permet l'envasat i venda d'aigües minerals s'han de complir normes estrictes de qualitat química (a la pràctica amb anàlisis continus).
Tradicionalment les aigües minerals es consumien al lloc d'origen en l'activitat anomenada prendre les aigües, com ja feien els pobles antics com ara els romans a les "caldes" o als banys públics. Els balnearis actuals continuen amb aquesta activitat, que ha tingut una revifada després d'una certa davallada amb l'avenç de la medicina.
En els temps moderns és més comú embotellar l'aigua i distribuir-la per al consum privat. A nivell de distribució mundial es poden trobar unes 3.000 marques d'aigua mineral envasada.
L’aigua mineral natural és una aigua d'origen subterrani i protegida de qualsevol contaminació. Les seves característiques químiques han d'ésser estables. Les seves propietats beneficioses per a la salut les ha de tenir de manera natural (no pas afegides). Aquestes aigües contenen sals minerals, com ara clorurs, bicarbonats, sulfats o altres de sodi, calci, magnesi, etc. Algunes d'aquestes aigües també contenen sals de ferro o sulfur d'hidrogen (que els dona una olor desagradable). Durant anys s'ha atribuït propietats curatives al consum d'aquestes aigües, però està en discussió si això té fonament científic.
No és aigua potable en el sentit reglamentari, ja que sovint conté substàncies minerals en quantitats massa elevades per a poder ser aigua de consum exclusiu. De tota manera només determinades aigües minerals naturals ultrapassen els criteris de potabilitat; per exemple, a França, de 74 aigües minerals naturals analitzades per l'Administració, 24 superaven el contingut d'arsènic establert per a l'aigua potable.
L'aigua minero-medicinal és aquella d'origen natural, utilitzada en terapèutica i amb propietats terapèutiques conegudes i aprovades.
Les sals, els compostos sulfurosos i el gas es troben entre les substàncies que poden estar dissoltes en l'aigua. Sovint l'aigua mineral pot ser efervescent. L'aigua mineral pròpiament dita no pot ser preparada, sinó que ha de ser obtinguda de fonts naturals. És declarada d'utilitat pública.

## Legislació espanyola
El codi alimentari espanyol classifica les begudes d'aigua envasada en:
- Mineromedicinals. (han d'ésser declarades d'utilitat pública)
- Minerals naturals. (han d'ésser declarades d'utilitat pública)
- De font. (subterrànies sense tractaments però no són minerals)
- Potables preparades.(sotmeses a tractaments fisicoquímics autoritzats; no són minerals, però es poden vendre envasades)
- De consum públic (no són minerals i no es venen envasades).

## Contingut mineral
Amb caràcter general, com més minerals conté l'aigua més dura es diu que és; l'aigua amb pocs minerals, en canvi, es diu que és tova.
La FDA dels Estats Units classifica com a aigua mineral la que, entre altres requisits, conté com a mínim 250 parts per milió de sòlids dissolts totals.
El contingut més o menys elevat de minerals no defineix ell sol una aigua mineral. Hi ha aigües minerals que tenen una mineralització més feble que l'aigua potable de l'aixeta. Així, el que defineix l'aigua mineral és el seu origen subterrani, la seva composició estable i l'absència de qualsevol tractament de desinfecció. Atenent al seu contingut mineral, a Espanya una aigua envasada pot utilitzar aquestes mencions:
- De mineralització molt dèbil: Fins a 50 mg/l de residu sec.
- Oligometàl·lica o de mineralització dèbil: De 50 a 500 mg/l de residu sec.
- De mineralització mitjana: De 500 a 1.500 mg/l de residu sec.
- De mineralització forta: Més de 1.500 mg/l de residu sec.
- Bicarbonatada: Més de 600 mg/l de bicarbonats.
- Sulfatada: Més de 200 mg/l de sulfats.
- Clorurada: Més de 200 mg/l de clorurs.
- Càlcica: Més de 150 mg/l de calci.
- Magnèsica: Més de 50 mg/l de magnesi.
- Fluorada: Més d'1 mg/l de fluor.
- Ferruginosa: Més d'1 mg/l de ferro bivalent.
- Acidulada: Més de 250 mg/l de CO₂ lliure
- Sòdica: Més de 200 mg/l de sodi.
- Indicada per a dietes pobres en sodi: Fins a 20 mg/l de sodi.
- Indicada per a la preparació d'aliments infantils.[7]
- Pot tenir efectes laxants.
- Pot ser diürètica.

## Alguns efectes atribuïts
- Les aigües bicarbonatades es diu que tenen un efecte neutralitzant de la secreció gàstrica i estimulen la digestió.
- Les aigües amb poc sodi sembla que beneficien les persones amb hipertensió arterial, problemes cardíacs, litiasi, afeccions renals o alteracions associades a la retenció de líquids.
- Les aigües de mineralització dèbil es creu que afavoreixen la funció renal; a més es poden fer servir per a l'elaboració de preparats alimentaris infantils.

## Producció
| Consum d'aigua embotellada per persona a Europa el 2019. | Consum d'aigua embotellada per persona a Europa el 2019. |
| País                                                     | Any 2003 en litre/hab                                    |
| -------------------------------------------------------- | -------------------------------------------------------- |
| Itàlia                                                   | 200                                                      |
| Alemanya                                                 | 168                                                      |
| Portugal                                                 | 140                                                      |
| Hongria                                                  | 139                                                      |
| Espanya                                                  | 135                                                      |
| Grècia                                                   | 133                                                      |
| França                                                   | 133                                                      |
| Bèlgica                                                  | 130                                                      |
| Mitjana Europea                                          | 118                                                      |
| Polònia                                                  | 114                                                      |
| Romania                                                  | 106                                                      |
| Bulgària                                                 | 100                                                      |
| Àustria                                                  | 95                                                       |
| Croàcia                                                  | 84                                                       |
| Eslovàquia                                               | 73                                                       |
| Regne Unit                                               | 37                                                       |

|  |

| Nombre de deus en actiu a Espanya el 2021. | Nombre de deus en actiu a Espanya el 2021. |
| Comunitat                                  | Deus                                       |
| ------------------------------------------ | ------------------------------------------ |
| Catalunya                                  | 29                                         |
| Castella i Lleó                            | 20                                         |
| País Valencià                              | 16                                         |
| Andalucia                                  | 15                                         |
| Castella - la Manxa                        | 13                                         |
| Galícia                                    | 13                                         |
| Aragó                                      | 12                                         |
| Canàries                                   | 12                                         |
| Balears                                    | 5                                          |
| Astúries                                   | 4                                          |
| Extremadura                                | 4                                          |
| Múrcia                                     | 3                                          |
| Navarra                                    | 2                                          |
| País Basc                                  | 2                                          |
| Rioja                                      | 2                                          |
| Cantàbria                                  | 1                                          |
| TOTAL                                      | 152                                        |

|  |

| Nombre d'explotacions a Catalunya, el 2021. | Nombre d'explotacions a Catalunya, el 2021. | Nombre d'explotacions a Catalunya, el 2021. |
| Comarca                                     | Localitat                                   | Explotacions                                |
| ------------------------------------------- | ------------------------------------------- | ------------------------------------------- |
| la Selva (16)                               | Arbúcies                                    | 8                                           |
| la Selva (16)                               | Caldes de Malavella                         | 4                                           |
| la Selva (16)                               | Sant Hilari Sacalm                          | 2                                           |
| la Selva (16)                               | Amer                                        | 1                                           |
| la Selva (16)                               | Osor                                        | 1                                           |
| Vall de Boí                                 | Barruera                                    | 2                                           |
| Ripollès                                    | Ribes de Freser                             | 2                                           |
| Alt Camp                                    | Santes Creus-Aiguamúrcia                    | 1                                           |
| Alt Empordà (2)                             | Vilajuïga                                   | 1                                           |
| Alt Empordà (2)                             | Maçanet de Cabrenys                         | 1                                           |
| Alt Urgell                                  | Estamariu                                   | 1                                           |
| Garrotxa                                    | Sant Aniol de Finestres                     | 1                                           |
| Gironès                                     | Llagostera                                  | 1                                           |
| Osona                                       | Viladrau                                    | 1                                           |
| Ribera d'Ebre                               | Tivissa                                     | 1                                           |
| Urgell                                      | Vallbona de les Monges                      | 1                                           |
|                                             | TOTAL                                       | 29                                          |

## Literatura sobre aigües i fonts
Les referències literàries a les aigües minerals són molt nombroses. També abunden els tractats, més o menys especialitzats, sobre fonts notables d'aigües medicinals. La lectura d'aquestes referències permet informar-se sobre les aigües i la vida de les persones en l'època considerada. Una relació, limitada i aleatòria, d'obres que parlen de l'aigua pot llegir-se a continuació. En principi, totes les obres citades poden descarregar-se i llegir-se de manera gratuïta.
- 77. Plini el Vell.[10]
- 1580-81. Michel de Montaigne  va visitar alguns balnearis a Itàlia i escrigué sobre les seves experiències. També es va banyar i prengué les aigües de Baden-Baden. Cal recordar que patia de pedres al ronyó.[11][12][13]
- 1648. De la nature et des vertus des eaux minerales de Dinan.[14]
- 1696. Carlo Fontana. Utilissimo trattato dell'acque correnti.[15] L'obra tracta, principalment, de la conducció d'aigües.
- 1721. Paralelle Des Eaux Minerales Actuellement Chaudes Et Actuellement Froides Du Diocese Et Pays De Liege.[16]
- 1740. Amusemens des eaux de Spa. Ouvrage utile a ceux qui vont boire ces eaux minérales sur les lieux.[17]
- 1747. John Smith. Trattato delle virtù medicinali dell'acqua comune in cui si dimostra, ch'ella ci preserva, e guarisce da infinite malattie con osservazioni fondate su esperienze fatte per quaranta anni.[18]
- 1760. Domenico Vandelli. Analisi d'alcune acque medicinali del Modonese.[19]
- 1761. Mariano Pizzi. Tratado de las aguas medicinales de Salam-Bir.[20]
- 1771. Juan Gámez. Ensayo sobre las aguas medicinales de Aranjuez.[21]
- 1777. Charles Gabriel Didelot. Examen sur les eaux minerales de la fontaine de Bussang.[22]
- 1846. Pedro Felipe Monlau. Elementos de higiene privada.[23]
- 1850. Francisco ÁLVAREZ ALCALÁ. Manual de las aguas minerales de España, y principales del extranjero.[24]
- 1856. Aigua de Seltz natural.[25]
- 1864. Aigua d'Evian.[26]
- 1882. Henrik Ibsen. Un enemic del poble (En Folkefiende)